# Tyrannochthonius procerus
Tyrannochthonius procerus är en spindeldjursart som beskrevs av Volker Mahnert 1978. Tyrannochthonius procerus ingår i släktet Tyrannochthonius och familjen käkklokrypare. Inga underarter finns listade i Catalogue of Life.